# Fiesta de la Aceituna
La Fiesta de la Aceituna es una celebración festiva típica del municipio de Martos  (Jaén) España. Dicha fiesta simboliza el inicio oficial de la campaña de recolección de la aceituna y tiene el objetivo de rendir homenaje a los aceituneros y aceituneras que trabajan en la campaña. Cuenta con más de treinta años de tradición.
La festividad culmina el día 8 de diciembre con la realización de actos oficiales como la emulación de extracción del primer Aceite de oliva del año por medio de una prensa de husillo de tracción manual y la repartición gratuita del llamado hoyo aceitunero, que consiste en una bolsa que contiene un bollo de pan, aceite de oliva, aceitunas, bacalao y agua.

## Actividades
Durante los días que se celebra la Fiesta de la Aceituna, tiene lugar la realización de numerosas actividades y eventos como los siguientes:
- Actividades culturales como exposiciones, teatro y conciertos musicales, a cargo de la Agrupación musical Maestro Soler.
- Actividades deportivas como la Carrera popular del aceite.
- Presentación de la Revista Aldaba en su edición de diciembre.
- Pregón de la Fiesta de la Aceituna.
- Actos oficiales del día 8 como la degustación del hoyo aceitunero o la ofrenda floral al monumento de los aceituneros.